# 羅伯特·法諾
羅伯特·馬利歐·法諾（1917年11月11日—2016年7月13日）是一名義裔美籍計算機科學家，為麻省理工學院電機工程與計算機科學榮譽教授。專長於資訊理論，曾與克劳德·香农共同開發出香农-法诺编码，並曾提出法諾不等式。

## 生平
其父基諾·法諾，是一名數學家。羅伯特在家中排行第二，其兄烏戈·法諾是一名物理學家。
大學就讀都灵理工大学，主修工程。1939年，在贝尼托·墨索里尼統治下的義大利，通過反猶太法，他因此流亡美國。1941年，於麻省理工學院，取得電機工程的學士學位。在第二次世界大戰結束後，於1947年，在麻省理工學院取得自然科學博士。畢業同年，進入麻省理工任教。